# Lizerne (Fluss)
Die Lizerne (im Oberlauf Lizerne de la Mare, früher Liserne) ist ein rund 15 Kilometer langer Zufluss der Rhône im Kanton Wallis. Sie entspringt in einem Hochtal nahe der Grenze zum Kanton Waadt unterhalb der Gipfel des Sex Rouge, Tête Noire (2451 m) und der La Fava (2612 m). Die Quellzuflüsse bilden mehrere Rinnsale in einem alpinen Geröllfeld. Nur wenige 100 Meter unterhalb dieser Quellzone befindet sich ein kleiner Stausee, der zur Wasserzulaufsteuerung dient.
In ihrem Mittellauf nimmt sie den Wildbach Derbonne (im Unterlauf auch Lizerne de Derborence genannt) von Westen kommend auf, der zuvor den Lac de Derborence verlassen hat. Nach rund 15 Kilometern mündet die Lizerne nahe Ardon in die Rhône.
Im Mittellauf des Baches befindet sich eine Schlucht mit fast senkrechten Felswänden. Eine kleine Strasse, die von dem Dorf Vétroz heranführt, passiert diese Schlucht mit Hilfe mehrerer kleiner gewundener und unbeleuchteter Tunnel. Am Ausgang dieser Schlucht steht ein Wasserkraftwerk, das seinen Zulauf aus dem Einzugsgebiet der Lizerne erhält. In seiner unmittelbaren Nähe kann man den künstlichen Verlauf einer alten Suone betrachten, der an die Felswand gehängt wurde.
Die Wasserführung der Lizerne wird zum Teil zur Trinkwassergewinnung genutzt. In besonderer Weise partizipiert die Gemeinde Vetroz davon, die es mit Pumpen an drei Stellen entnimmt.